# Agatone

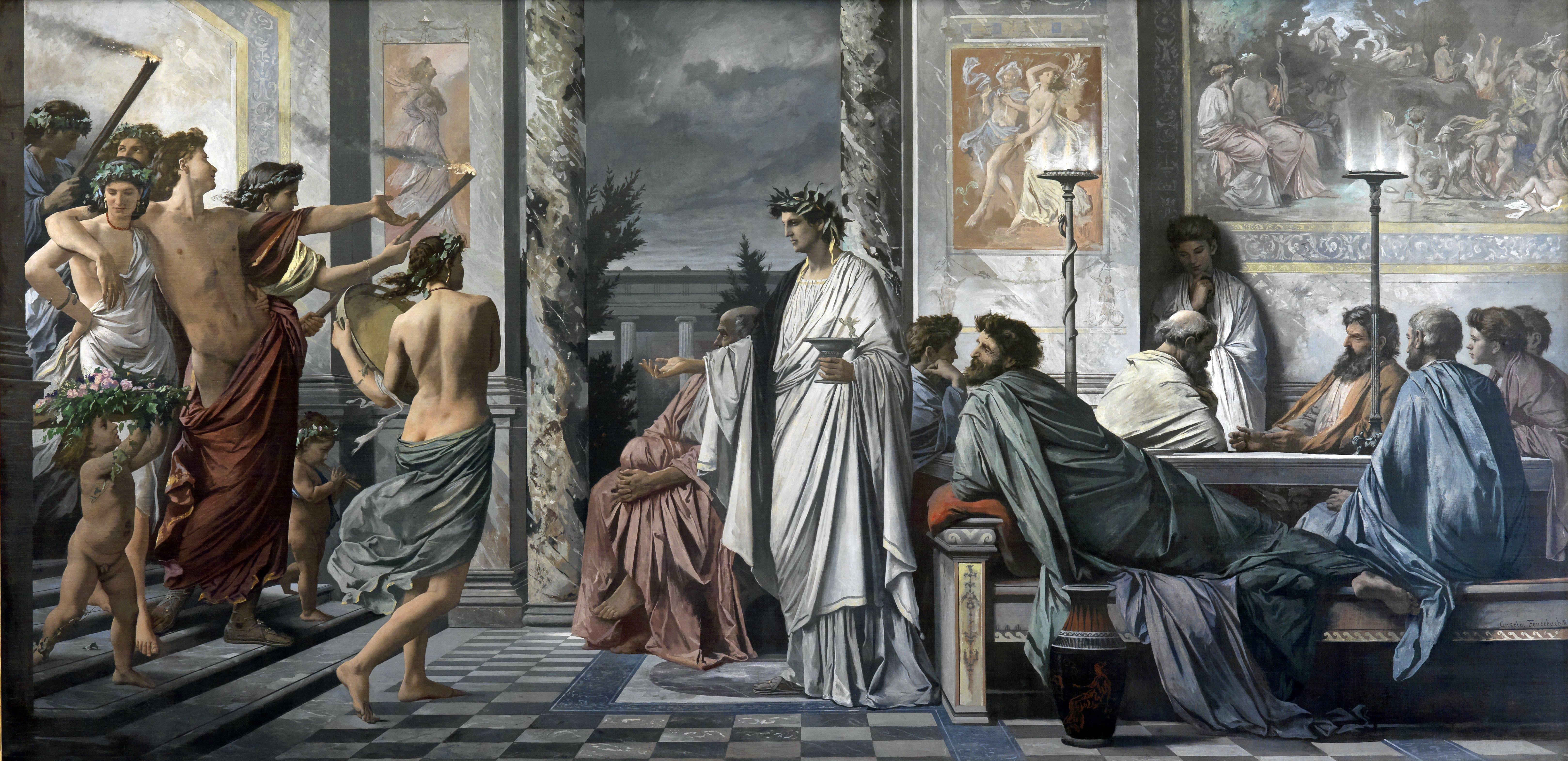
Agatone accoglie Alcibiade e il suo corteo comastico al convito in suo onore. Interpretazione artistica della scena tratta dal Simposio platonico. Anselm Feuerbach, XIX secolo.

Agatone (in greco antico: Ἀγάθων?, Agáthōn, in latino Agăthon; Atene, 448 a.C. – Pella, 401 a.C. circa) è stato un poeta e drammaturgo greco antico, amico di Euripide e di Platone.

## Biografia
Figlio di Tisameno, nacque ad Atene intorno al 448 ed è ben noto attraverso varie citazioni letterarie che lo riguardano. 
Platone, nel suo Simposio, descrive il convivio tenuto in suo onore in occasione della sua prima vittoria negli agoni delle Lenee del 416 a.C.. Agatone è descritto da Platone come un giovane di bell'aspetto, ben vestito, di buone maniere, molto in vista e richiesto nell'Atene per i modi, il benessere, la saggezza, a sua volta egli stesso dispensatore di raffinata e disinvolta ospitalità. Lo menziona Aristofane, nella commedia Tesmoforiazuse, che ci restituisce un poeta effeminato e vanaglorioso, e, forse al solo scopo di giocare col suo nome (Ἀγαθός = buono), fa sì che egli divenga, per bocca di Dioniso, un buon poeta, rimpianto dagli amici.
Agatone fu per molto tempo (10-15 anni) eromenos del poeta ateniese Pausania, citato nel Simposio platonico e nel Protagora. In campo politico, l’attribuzione ad Agatone del medesimo punto di vista dell’oligarchico Antifonte, di Socrate e di Alcibiade sulla noncuranza che l’uomo magnanimo nutre nei confronti della massa ignorante, e al contrario la sua preoccupazione relativamente all’opinione dei "saggi", ci fanno pensare che il tragediografo fosse vicino alle idee proprie di ambienti aristocratici di posizioni politiche oligarchiche.
Insieme a Pausania, intorno ai quarant'anni, si stabilì alla corte di Archelao, re dei Macedoni, intento a reclutare drammaturghi. Fu ospite probabilmente presso la corte del re macedone, a Pella, che Agatone morì intorno al 401 a.C.

## Opere
Aristotele ci ha tramandato il titolo di alcune altre sue tragedie: Alcmeone, Erope, Tieste, Telefo, nessuna delle quali è giunta a noi, con l'eccezione di circa trenta frammenti, dai quali, visto che spesso rappresentano sentenze (piuttosto banali), il cui messaggio morale è spesso presente già in autori precedenti, non ci sono sufficienti elementi per avanzare delle proposte credibili di ricostruzione. Comunque, sempre Aristotele sottolinea ad esempio l'originalità del soggetto di Antheus (o Anthos, "Il Fiore"), non attinto dalla mitologia greca, com'era invece l'uso invalso a quell'epoca, e con personaggi attinti dalla propria fantasia.
Le tragedie di Agatone, conosciute e apprezzate ancora da Aristotele, caddero nell’oblio insieme alla maggior parte della produzione tragica antica, vittime della selezione e della canonizzazione di Eschilo, Sofocle ed Euripide.

## Stile e poetica
Come detto, Agatone fu amico di Euripide, anch'egli cooptato alla corte di Archelao di Macedonia. Sembra tuttavia che, con il famoso contemporaneo, condividesse tutti i difetti ma non molto del genio, in quanto portato all'eccesso, nel tentativo di sorprendere gli spettatori con strani e inattesi sviluppi ed epiloghi improbabili, a cui aggiungeva il frequente indulgere a costruzioni epigrammatiche, antitetiche e altri abbellimenti retorici, alla maniera di Gorgia.
Lo stesso discorso epidittico in lode dell'eros attribuitogli nel Simposio è pieno di quel genere di espressioni retoriche artificiose che ci si potrebbe aspettare da un allievo di Gorgia. Non meraviglierà allora che gli eventuali suoi talenti finissero soffocati sotto la coltre di simili manierismi. Vezzi e manie che fossero, non dovevano apparirgli dei difetti, ma anzi elementi essenziali della sua arte di cui andare ben fiero se, richiesto di espungerli dal suo lavoro, rispondeva: «Sarebbe come privare di Agatone l'opera di Agatone». La sua poetica era, al dire degli antichi, piena di tropi, inflessioni e metafore e a difettargli non fu certo l'intuito per quelle idee scintillanti che fluivano facili, nell'alveo di una armoniosa dicitura e un'abile costruzione; quello che gli mancò fu invece il vigore del pensiero e dell'espressione. Con lui, si può dire, ha inizio il declino dell'arte tragica intesa nel suo senso più alto.
In campo tecnico, inoltre, sempre Aristotele ci informa che fu il primo ad inserire nel dramma dei canti corali ridotti a semplici intermezzi, estranei e scollegati dal soggetto, così come il primo a scrivere, con personaggi di fantasia, delle pièce a metà strada tra l'idillio e la commedia.